# NGC 4507
NGC 4507 is een balkspiraalstelsel in het sterrenbeeld Centaur. Het hemelobject werd op 5 juni 1834 ontdekt door de Britse astronoom John Herschel.

## Synoniemen
- ESO 322-29
- MCG -7-26-11
- TOL 97
- DCL 73
- IRAS12329-3938
- PGC 41960